# Baptiste Lake
Baptiste Lake är en sjö i Kanada.   Den ligger i provinsen Alberta, i den centrala delen av landet, 2 900 km väster om huvudstaden Ottawa. Baptiste Lake ligger 574 meter över havet. Arean är 9,8 kvadratkilometer.
Omgivningarna runt Baptiste Lake är en mosaik av jordbruksmark och naturlig växtlighet. Runt Baptiste Lake är det glesbefolkat, med 8 invånare per kvadratkilometer.